# Pierfrancesco Majorino
Pierfrancesco Majorino (ur. 14 maja 1973 w Mediolanie) – włoski polityk i samorządowiec, w latach 2011–2019 asesor we władzach miejskich Mediolanu, deputowany do Parlamentu Europejskiego IX kadencji.

## Życiorys
Uzyskał wykształcenie średnie. Działalność polityczną rozpoczął w wieku kilkunastu lat w ramach młodzieżówki Włoskiej Partii Komunistycznej. W latach 1994–1998 pełnił funkcję przewodniczącego organizacji studenckiej Unione degli Studenti. Działał w Demokratach Lewicy; od 2004 był sekretarzem miejskim tej formacji, a w 2007 dołączył wraz z nią do Partii Demokratycznej. Od 1998 był zatrudniony w administracji rządowej, współpracował z minister Livią Turco. W 2006 został radnym Mediolanu, dwa lata później stanął na czele frakcji radnych swojej partii. W 2011 i 2016 z powodzeniem ubiegał się o reelekcję w wyborach lokalnych. Od 2011 do 2019 był asesorem we władzach miasta, kierowanych przez burmistrzów Giuliana Pisapię i Giuseppe Salę. Odpowiadał głównie za sprawy polityki społecznej i zdrowia.
W wyborach w 2019 z listy PD uzyskał mandat posła do Parlamentu Europejskiego IX kadencji. W 2023 wybrany na radnego regionalnego Lombardii, zrezygnował w tymże roku z zasiadania w PE.